# 泰尔齐尼奥
泰尔齐尼奥（義大利語：Terzigno），是意大利那不勒斯省的一个市镇。总面积23平方公里，人口17655人，人口密度767.6人/平方公里（2009年）。ISTAT代码为063082。